# تشارلز إدموند ريفن
تشارلز إدموند ريفن هو سياسي كندي، ولد في 1876 في سانت توماس في كندا، وتوفي في 1940. نشط حزبياً في حزب أونتاريو المحافظ التقدمي. وقد انتخب عضو برلمان مقاطعة أونتاريو ‏.